# Lucius Octavius
Lucius Octavius († 74 v. Chr.) war ein römischer Politiker der späten Republik.
Octavius war ein Sohn und Enkel von Männern namens Gnaeus Octavius, wohl der Konsuln von 87 v. Chr. und 128 v. Chr. Auf dem Palatin in Rom wohnte er in einem Haus, das sein Urgroßvater, Gnaeus Octavius, Konsul 165 v. Chr., erbaut hatte.
Als Quästor baute er die Straße  von Nursia nach Spoletium. Spätestens 78 v. Chr. war er Prätor gewesen und wurde 75 v. Chr. Konsul (der Konsul des Vorjahres, ebenfalls ein Gnaeus Octavius, war vielleicht sein Vetter). 74 v. Chr. wurde er als Prokonsul Statthalter der Provinz Cilicia, starb aber früh in diesem Jahr. 